# Neumarktmühle

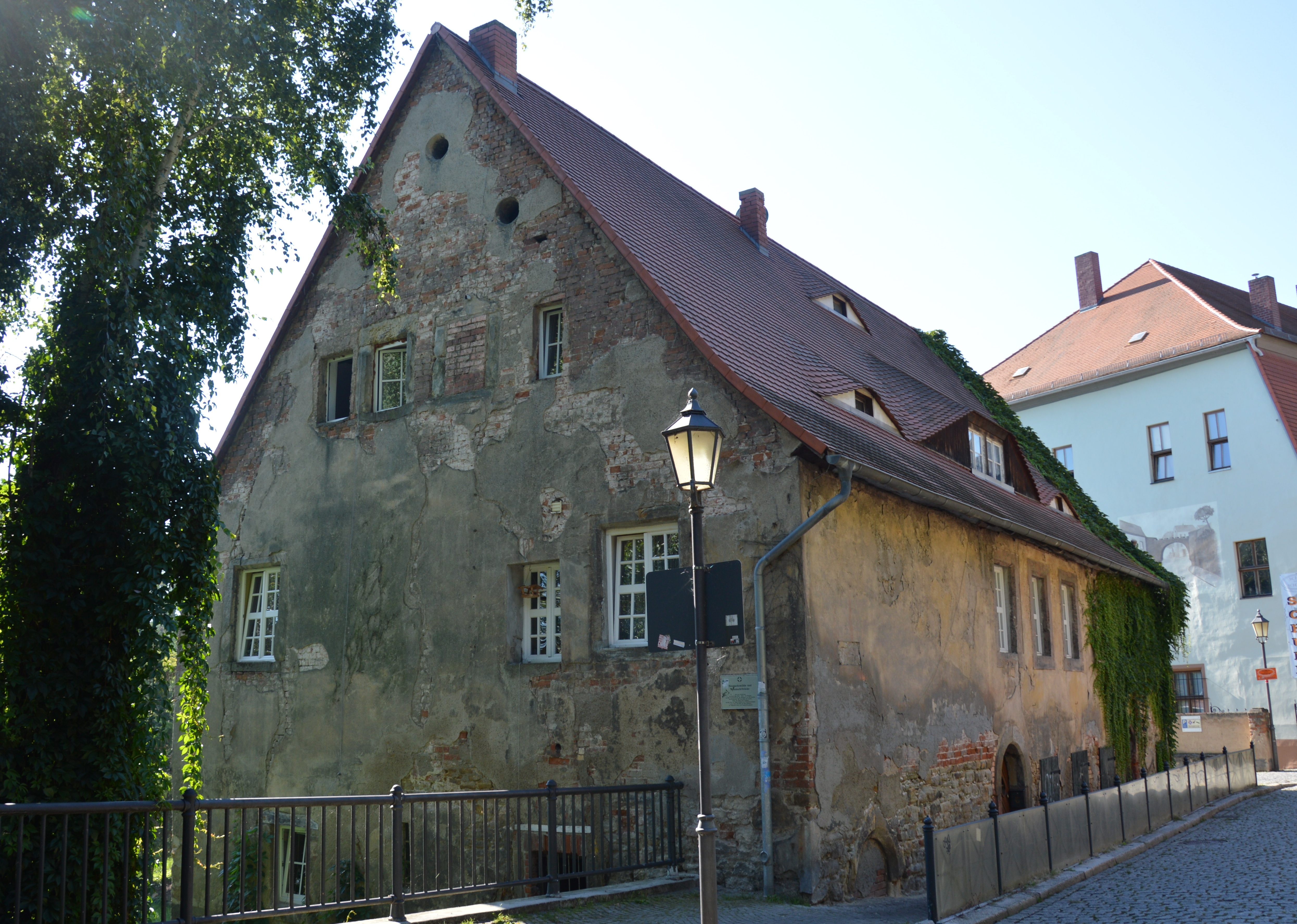
Neumarktmühle, 2017

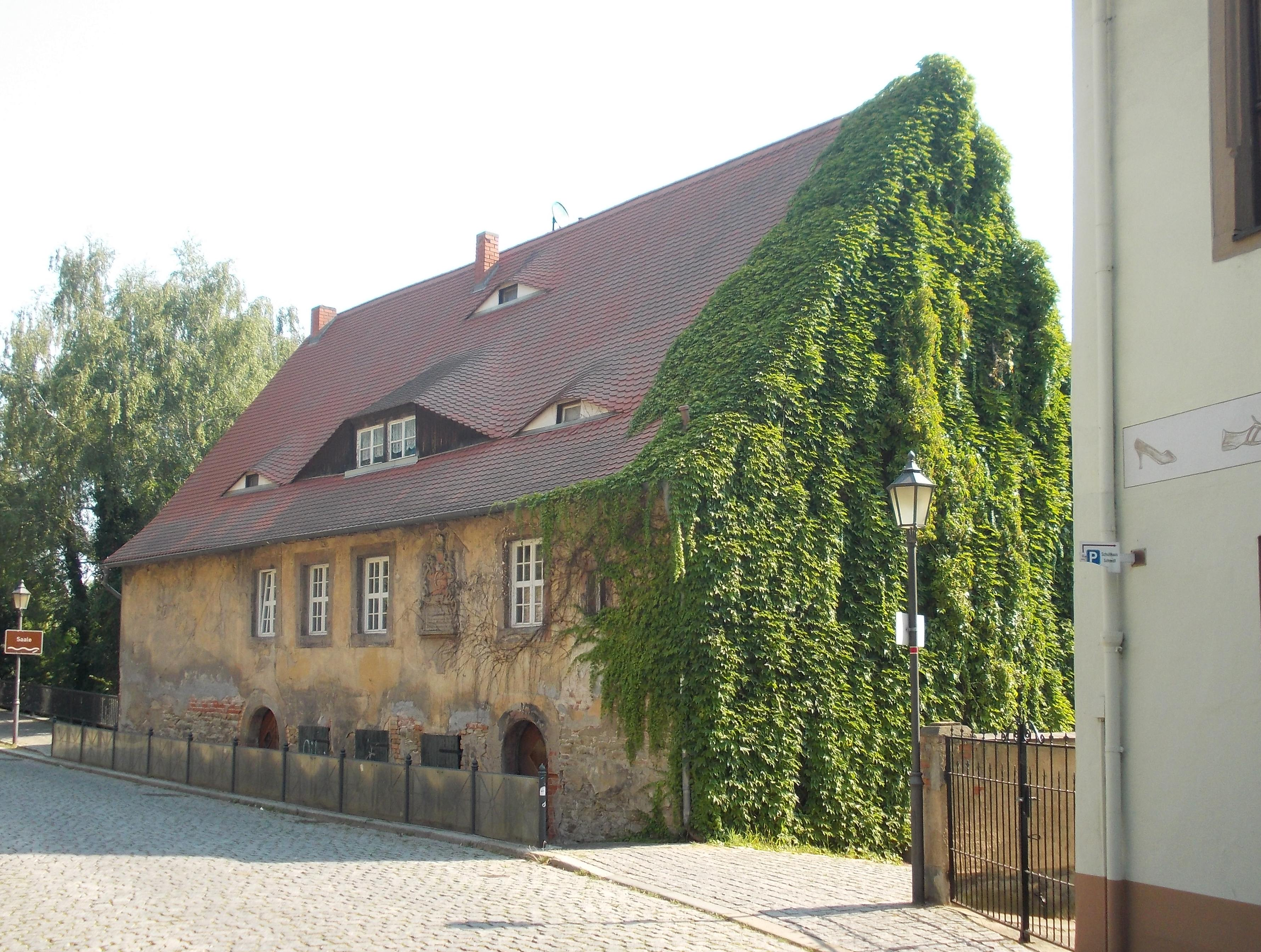
Blick von Süden, 2015

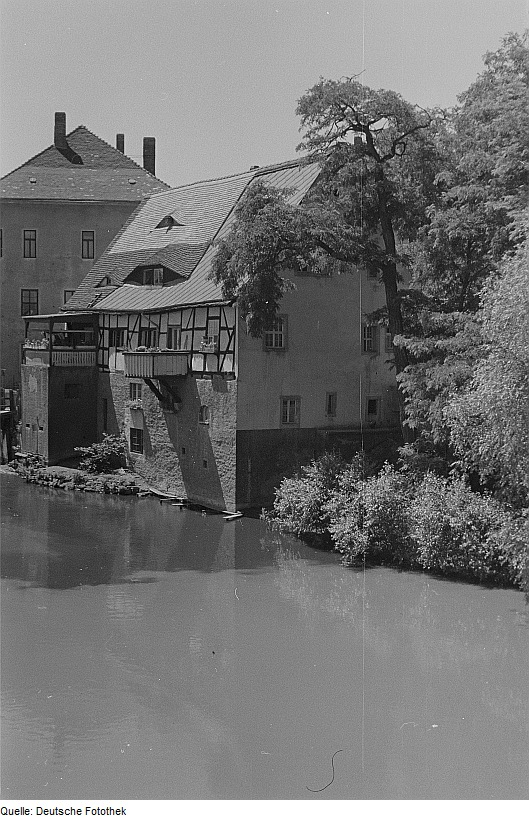
Blick über die Saale zur Neumarktmühle, 1953

Die Neumarktmühle ist das denkmalgeschützte Gebäude einer Wassermühle in der Stadt Merseburg in Sachsen-Anhalt.

## Lage
Das Gebäude liegt im östlichen Teil des Merseburger Stadtzentrums, am westlichen Ufer der Saale, auf der Ostseite der Straße Am Neumarkttor an der Adresse Am Neumarkttor 3.

## Architektur und Geschichte
Der Standort des Gebäudes ist bereits seit dem Jahr 1289 als Mühlenstandort belegt, damals mündete an dieser Stelle die Geisel in die Saale. Zur damaligen Zeit befanden sich zwei Wassermühlen im Besitz des Merseburger Domkapitels, die Obere Mühle (heute Rischmühle) und die Untere Mühle (heute Neumarktmühle). Der Name Neumarktmühle entstand wahrscheinlich durch die Lage an der Straße Am Neumarkt erst im Laufe der Zeit. Die urkundliche Ersterwähnung fand im Jahr 1283 statt. Der heutige Bau weist schlichte Formen der Renaissance auf, so insbesondere am Portal. Im 14. Jahrhundert ging die Wassermühle in den Besitz eines Herrn von Tannenberg. Die Wassermühle lässt sich 1590 im Besitz des Rats der Stadt nachweisen. Im Besitz der Herzogsfamilie Christians befand sich die Wassermühle von 1677 bis 1738. Eine am Gebäude befindliche Inschriftentafel weist auf eine umfassende Sanierung auf Veranlassung des Herzogs Christian I. im Jahr 1679 hin. Der Keller des Gebäudes ist barock und hat eine auf das Jahr 1705 verweisende Inschrift. Im oberen Teil ist der Bau zum Teil in Fachwerkbauweise errichtet.
Im örtlichen Denkmalverzeichnis ist die Mühle unter der Erfassungsnummer 094 20107 als Baudenkmal verzeichnet.